# لوکاس ون اینو
لوکاس ون اینو (تلفظ هلندی: [ˈly.kɑs fɑn ˈe:no:]؛ متولد ۶ فوریه ۱۹۹۱) بازیکن فوتبال حرفه ای بلژیکی است. او در پست هافبک مرکزی بازی می‌کند و در حال حاضر برای وسترو به میدان می‌روند.